# Iwan Krasnowski
Iwan Petrow Krasnowski (bułg. Иван Петров Красновски, ur. 6 września 1882 w Pazardżiku, zm. 31 marca 1941 w Wiedniu) – bułgarski prawnik i polityk, minister spraw wewnętrznych Bułgarii w latach 1936–1938.

## Życiorys
Ukończył studia prawnicze na uniwersytecie sofijskim. Naukę kontynuował w Zagrzebiu. W czasie wojen bałkańskich służył jako oficer rezerwy w 21 pułku piechoty. W czasie I wojny światowej służył w prokuraturze wojskowej. Po zakończeniu wojny pracował jako sędzia, z czasem awansując na członka kolegium sędziowskiego Sądu Apelacyjnego. W 1934 został przewodniczącym Najwyższego Sądu Obrachunkowego. W latach 1936–1938 kierował resortem spraw wewnętrznych i zdrowia publicznego w gabinecie Georgi Kjoseiwanowa. Zmarł w Wiedniu, pochowany w Sofii.